# 巴格羅沃空軍基地
巴格羅沃空軍基地（烏克蘭語：Багерове авіабаза) 是位於烏克蘭克里米亞巴格羅沃的空軍基地，位於巴格羅沃西北3公里，刻赤以西北14公里。該機場是一座「一流」機場，可為各型飛機降落。該飛行場自1996年已不再被使用。

## 歷史
1947年，苏联部长会议通過議案，在刻赤附近興建新的空軍基地，為第71空軍提供訓練場，主要是為了核试验與核武器的航空運輸。因為第一批原子彈是為航空炸彈而設計的，並與圖-4轟炸機兼容，所以需要新的航空基地。
該基地有一條3.5公里長的跑道，是蘇聯為暴風雪太空梭計畫而建設的三個飛行場之一。
1973年，一家飛行學校在這基地開了一個分校，來為空軍的人員提供訓練，包括领航员。1977年，第228訓練航空團在這基地成立，而他們的裝備包括米格-21戰鬥機與L-29海豚教練機。
這基地的跑道在80年代被修理過。
在1992年，基地的空軍隊與飛行學校都正式交了給乌克兰空军管理，但到1996年就已經因被忽視而解散。
自2014年俄羅斯吞併克里米亞後，俄方把基地拆除，而截至2016年，該基地只剩下兩條半完整的滑行道。

## 外部鏈接
- Unofficial home page （页面存档备份，存于）
- Pictures of current condition （页面存档备份，存于）